# Insula Awaji
Insula Awaji (淡路島 Awaji-shima?) este o insulă în Japonia, în prefectura Hyōgo. Insula este situată în partea de est a Mării Interioare a Japoniei, între insulele Honshū și Shikoku. Cu o suprafață de 592,17 km2, Awaji este cea mai mare insulă din Marea Interioară.

## Geografie
Insula este separată de Honshū prin strâmtoarea Akashi (fr/ja) la nord și prin strâmtoarea Kitan (en/ja) la est, iar de Shikoku prin strâmtoarea Naruto.

## Împărțire administrativă
Administrativ, insula face parte din prefectura Hyōgo. Teritoriul insulei este împărțit între trei municipii:
- Awaji
- Minamiawaji
- Sumoto

## Legături externe
- ja  Site-ul oficial al prefecturii Hyōgo, secțiunea Awaji
- ja  Asociația de Turism a insulei Awaji
- ja  Portalul insulei Awaji